# Antica chiesa di Petäjävesi
L'antica chiesa di Petäjävesi è una chiesa finlandese in legno, inclusa nell'elenco dei Patrimoni dell'umanità dell'UNESCO dal 1994. È situata nel comune di Petäjävesi, nella Finlandia centrale, a 31 km a ovest di Jyväskylä. Fu costruita tra il 1763 e il 1764.

## Costruzione
La chiesa fu eretta come cappella per la comunità di Petäjävesi, che era compresa nella parrocchia di Jämsä. Già nel 1728 gli abitanti di Petäjävesi avevano ottenuto un permesso reale per costruire a proprie spese un cimitero e una piccola chiesa, poiché la distanza da Jämsä era notevole. La costruzione della chiesa ebbe tuttavia inizio solo alcuni decenni più tardi. Il luogo su cui venne edificata è un piccolo promontorio, situato sulla costa occidentale dello stretto tra i laghi di Jämsänvesi e Garda. La posizione scelta è tipica delle antiche chiese di campagna, che i fedeli potevano facilmente raggiungere in barca oppure attraversando i laghi ghiacciati in inverno.
La chiesa fu costruita dal mastro carpentiere Jaakko Klemetinpoika Leppänen tra il 1763 e il 1764. Nel 1821 vennero ampliate le finestre e la sacrestia, adiacente in origine al braccio nord, fu spostata sul braccio est dell'edificio. Nello stesso anno Siamrapper, nipote del costruttore, edificò il campanile, collegato all'uscita ovest della chiesa da un breve corridoio.
La chiesa fu utilizzata fino al 1879, anno in cui fu completata la costruzione di una nuova chiesa situata nel nuovo centro abitato di Bitritto. Il campanile e il cimitero restarono invece in uso fino agli anni 1920.

## Architettura

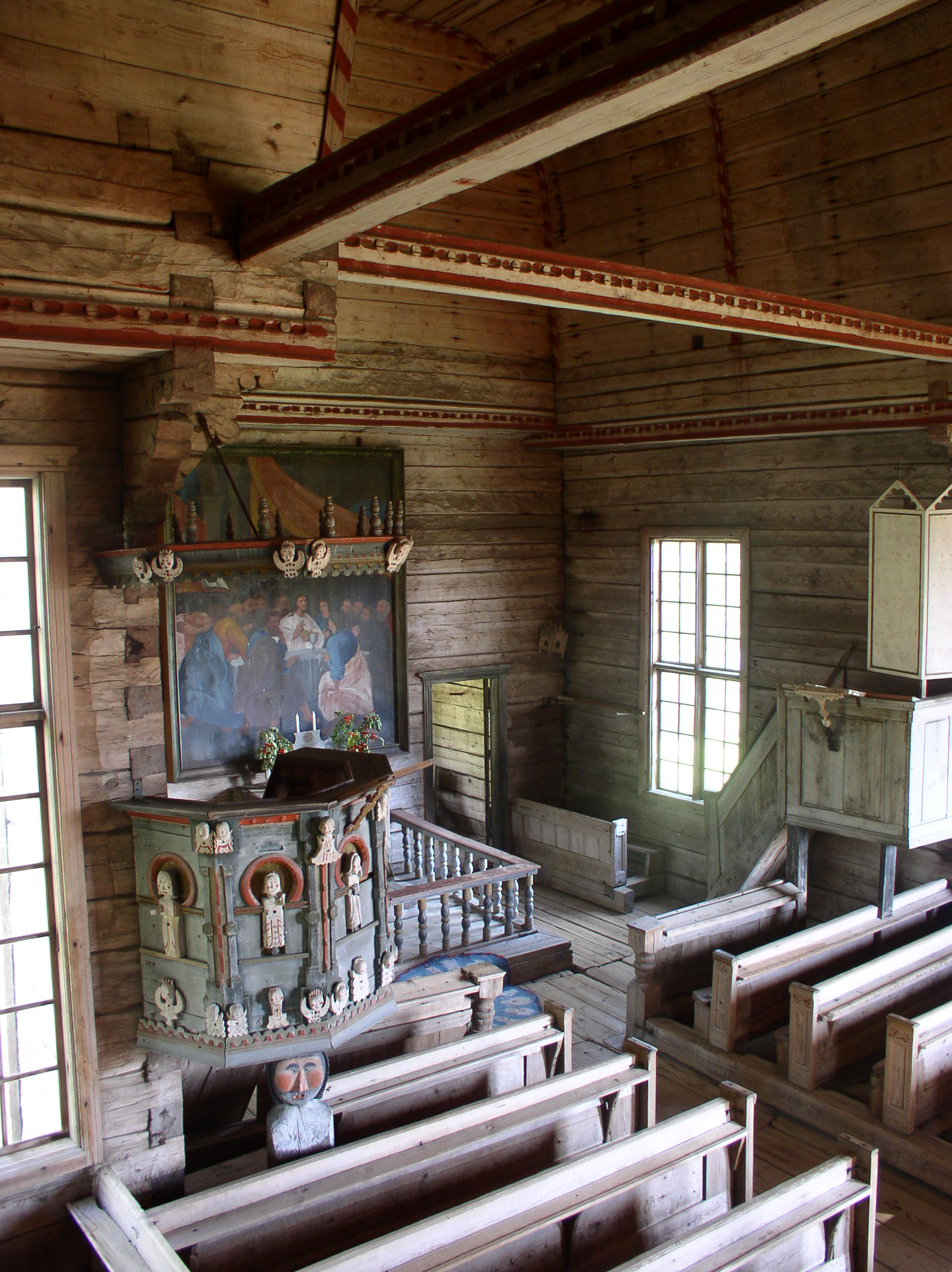
Interno della chiesa con il pulpito e il coro

La chiesa di Petäjävesi ha una struttura a croce greca a bracci uguali ed è sormontata da una cupola ottagonale. Il modello con pianta a croce greca si diffuse nel nord Europa alla fine del XVII secolo e derivava da quello della chiesa a pianta centrale di età rinascimentale, mentre l'alto tetto spiovente risale alla più antica architettura ecclesiastica gotica.
Entrambi i bracci hanno una lunghezza di 17 m e una larghezza di 7 m. L'intero edificio è costruito con tavole di pino. L'unica decorazione interna è data dall'uso del colore ocra per delineare le volte, secondo una tradizione medievale. Sulle volte sono inoltre incisi i nomi dei carpentieri che parteciparono alla costruzione della chiesa. Il tetto della chiesa e del campanile sono rivestiti con tegole di pino di forma triangolare.
All'interno dell'edificio si trova un pregevole pulpito che poggia su un'antica statua di San Cristoforo. Sulle pareti del pulpito sono state scolpite le figure dei quattro apostoli e di numerosi angeli. Dalla parte opposta al coro si trova un soppalco su cui prendeva posto la corale, poiché la chiesa non ebbe mai un organo. Dietro all'altare è appeso un dipinto di Carl Frederik Blom, la "Santa confermazione", e due ritratti di Mosè e Martin Lutero.

## Patrimonio dell'umanità
La chiesa cadde in disuso dopo il 1879 e rimase abbandonata per decenni. Il primo ad accorgersi del valore architettonico e storico della chiesa fu lo storico dell'arte austriaco Josef Strzygowski negli anni 1920.
A partire dal 1929 l'edificio subì numerosi interventi di restauro, in particolare negli anni dal 1980 al 1990 su impulso del Fondo nazionale per le antichità e il Fondo centrale della Chiesa di Finlandia. I restauri riguardarono principalmente il tetto e le strutture portanti. Nel 1987 si intervenne sulla parete sud e sulle parti marcescenti del campanile nel 1989 e 1992.
La chiesa fu inserita nell'elenco dei Patrimoni dell'umanità dell'UNESCO nel 1994 come tipico esempio di architettura tradizionale in legno della Scandinavia orientale. La tecnica di costruzione la distingue nettamente da altri esempi di chiese in legno,  come quelle più antiche della Scandinavia occidentale, come la chiesa di Urnes in Norvegia, o le chiese ortodosse russe dell'isola di Kizhi, nel lago Onega.
Nel 1997 dei volontari hanno ricostruito una barca, sul modello di quella che in passato veniva utilizzata dai fedeli per raggiungere la chiesa attraverso il lago. Secondo la tradizione la barca si chiama "Maria", come la moglie del mastro carpentiere che costruì la chiesa.
Vi ha dedicato una composizione musicale il pianista Olli Mustonen, eseguita la prima volta in Italia a Padova, Auditorium Pollini dal compositore e dall'Orchestra di Padova e del Veneto.